# 映画・テレビ番組中の異性装

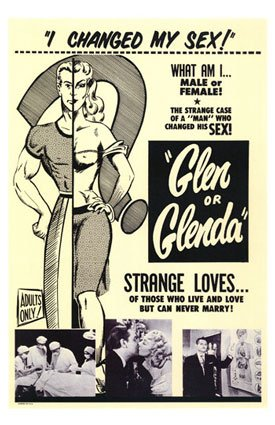
映画『グレンとグレンダ』のポスター

映画・テレビ番組中の異性装（英語: cross-dressing in film and television）は、サイレント映画の時代に始まった。チャーリー・チャップリンとスタン・ローレルが、アメリカ合衆国にあるフレッド・カーノ一座へ1910年に訪れた際、英国のミュージックホールにおける伝統的な女装を一時的に行った。
筋骨たくましい俳優として知られるウォーレス・ビアリーも、サイレント映画でスウェーデン人の女性に成りすましたことがある。
また、三ばか大将（特にカーリーことジェリー・ハワード）もまた、短編映画で女装した。このやり方は長く続いており、たいてい笑いをとるために行われた。1960年代までは厳しい検閲のため、ドラマチックな映画に異性装が用いられた。
これらとは別目的の異性装には、アルフレッド・ヒッチコックのスリラー映画『殺人!』に出てくる、フリルつきのドレスとペチコートが好きな服装倒錯を持つ殺人鬼があげられる。

## 映画やビデオにおける異性装

### 主要人物の主要要素として
異性装をおもにした映画は以下の通り
- ウォーレス・ビアリーは1914-1916年に制作された映画に、スウェーデン人女性として登場した。
- 1892年上演のブランドン・トーマスによるイギリスの舞台作品 Charley's Auntの映画版
  - Charley's Aunt (1915) - アメリカ合衆国の映画
  - Fram för lilla Märta (1945) -スウェーデン映画
  - Hello, I'm Your Aunt! (1974) -ソビエト連邦映画
- I Don't Want to Be a Man (Ich möchte kein Mann sein) (1920)
- 男装 Sylvia Scarlett (1935) - グラントとの共演作であるこの作品で、キャサリン・ヘプバーンは少年の格好をする。
- グレンとグレンダ Glen or Glenda (1953) - エド・ウッド が自身の経験をもとに、悩める異性装者を演じる。
- Das Wirtshaus im Spessart (1958) - 若き伯爵夫人が友人を救うために少年に変装して強盗団に参加する。
- お熱いのがお好き Some Like It Hot (1959) - トニー・カーティスとジャック・レモンがマフィアから逃れるために、全員女性の楽団に女装して入る。
- サイコ Psycho (1960) - アンソニー・パーキンスが自分の母親の服を着る殺人鬼を演じる。
- 第三の犯罪 Homicidal (1961)
- 007 サンダーボール作戦 Thunderball (1965) - プロローグで、ボンドの旧敵が、自身の死を装い、未亡人になりすます。
- ローマで起った奇妙な出来事 A Funny Thing Happened on the Way to the Forum (1966)
- 銃口 Gunn (1967) -殺人鬼が異性装好きだとわかる。
- 電撃フリント・アタック作戦 In Like Flint (1967)
- The Kremlin Letter (1969) - ジョージ・サンダースが悪名高い異性装者を演じる。
- フィメール・トラブル Female Trouble (1974) - ディヴァインが女性を演じる。
- ロッキー・ホラー・ショー The Rocky Horror Picture Show (1975) - ティム・カリーが、"トランスセクシャル星"から来たナルシストの異性装者を演じる
- Mr.レディMr.マダム La Cage aux Folles (1978) - 主要人物に女装をする人物がある。
- 殺しのドレス Dressed to Kill (1981) 殺人鬼が女装する場面がある。
- ナイトホークス Nighthawks (1981) シルヴェスター・スタローン扮する刑事が囮捜査で女装する。
- ヴィクター/ヴィクトリア Victor/Victoria (1982) - このミュージカル・コメディにおいて異性装が様々な形で出てくる。
- トッツィー Tootsie (1982) - ダスティン・ホフマン演じる主人公がメロドラマの出演のため女装する。
- 暗闇の殺意 A Blade in the Dark (1983)
- サマーキャンプ・インフェルノ Sleepaway Camp (1983)
- 愛のイエントル Yentl (1983) - バーブラ・ストライサンド演じる登場人物が、ユダヤ法を学ぶために男装する。
- 彼女はハイスクール・ボーイ Just One of the Guys (1985) - ジョイス・ヘイサー がジャーナリストコンテストに参加するために男装する。
- 彼が彼女にきがえたら He's My Girl (1987)
- マスカラ Mascara (1987)
- Delinquent in Drag (1988) -
- トーチソング・トリロジー Torch Song Trilogy (1988)
- いつも一緒にいて欲しい Nobody's Perfect (1989)
- ナンズ・オン・ザ・ラン-走れ!尼さん- Nuns on the Run (1990) - エリック・アイドルとロビー・コルトレーンが修道女に変装する。
- クライング・ゲーム The Crying Game (1992)
- ライク・ア・ウーマン Just Like a Woman (1992)
- 恋のレディ&レディ? Ladybugs (1992) - ジョナサン・ブランディスが女子サッカーチームに参加するために女装する。
- アリッサ・ミラノ/言いだせなくて Little Sister (1992)
- The Ballad of Little Jo (1993)
- ミセス・ダウト Mrs. Doubtfire (1993) - 主演のロビン・ウィリアムズが自分の子供たちに会うために家政婦に扮する。
- M・バタフライ M. Butterfly (1993)
- Anything for Love (aka Just One of the Girls , He's My Girl II) - クリス(コーレイ・ヘイム)が学校でのtormentorsから、避けるために女装する。
- My Summer as a Girl (1994) - ザック・ブラフ演じるトニーがチャンバーメイドの職に就くために女装する。
- エド・ウッド Ed Wood (1994) -ジョニー・デップがエド・ウッドを演じる。
- プリシラ The Adventures of Priscilla, Queen of the Desert (1994) - 3人のトランスヴェスタイトの旅を描くコメディ。
- 君さえいれば/金枝玉葉 He's a Woman, She's a Man (1994)
- 薔薇の素顔 Color of Night (1994) - リチャード・ラッシュによるエロティックスリラー。
- Adam Barfi (The Snowman) (1995)
- 3人のエンジェル To Wong Foo, Thanks for Everything! Julie Newmar (1995) - ドラァグクィーンの男性3人が小さな町で人助けをする。
- バードケージ The Birdcage (1996)
- 十二夜 Twelfth Night (1996)
- ぼくのバラ色の人生 Ma Vie en Rose (1997) - 主人公のルードヴィックは少年だが、アイデンティティは女性であり、この映画では彼とその家族がそれを乗り越えるという内容である。
- Mr. Headmistress (1998)
- Chachi 420 (1998)- 失業した男性が妻と離婚して、娘の親権を失ってしまうアメリカ映画のミセス・ダウトを彷彿させるボリウッド映画である。主人公の彼は、娘や妻の近くにいようと家政婦として、妻の家へ入ろうとする。 そこでの彼のする一連の滑稽なことがおきる。
- ムーラン Mulan (1998) - 主人公ムーランが父親の代わりにフン族に対抗するため、男装する。
- 恋に落ちたシェイクスピア Shakespeare in Love (1998) - 当時男性しか舞台に立つことができなかったため、舞台のために男装する女性が主人公。
- ビッグ・ママス・ハウス Big Momma's House (2000) - マーティン・ローレンスが、潜入捜査のため女装をするFBI捜査官を演じる。
- ホリデー・ハート Holiday Heart (2000)
- ザ・ブロンド爆弾 最後のばら The Last of the Blonde Bombshells (2000)
- Sordid Lives (2000)
- エニグマ奪還 All the Queen's Men (2001)
- 少女の髪どめ Baran (2001) -イラン人少年が、仕事を得るために男装するアフガニスタン人少女に恋する。
- モトクロスにかける夢 Motocrossed (2001) - エレナ・オースティンが演じる主人公は、女性であるために、父親が競争させてくれない。そのため彼女は、兄と競争するために、秘密裏に行って、男性のふりをする。
- ヘドウィグ・アンド・アングリーインチ Hedwig and the Angry Inch (2001) - ジョン・キャメロン・ミッチェルがトランスヴェスタイトのロックシンガーを演じた。
- 愛の勝利 The Triumph of Love (2001)
- 女子寮潜入大作戦! ソロリティー・ボーイズ Sorority Boys (2002) - バリー・ワトソン, マイケル・ローゼンバウムとハーランド・ウィリアムズが、女装して女子寮に潜入するが追い出される。
- プリティ・ダンク Juwanna Mann (2002)
- Tipping the Velvet (2002)
- アフガン零年 Osama (2003)
- パーティ★モンスター Party Monster (2003)
- ホット・チック The Hot Chick(2003) ロブ・シュナイダーが太りすぎの男性になってしまって元に戻る方法を探る少女を演じる。
- サラ、いつわりの祈り The Heart is Deceitful Above All Things (2004)
- Stage Beaut (2004)
- コニー&カーラ Connie and Carla (2004)　女性二人がドラッグクィーンに変装する。
- 最凶女装計画 White Chicks (2004) - ショーン・ウェイアンズとマーロン・ウェイアンズ演じるFBI捜査官が令嬢を誘拐事件から救うために女装する。
- キンキーブーツ Kinky Boots (2005)
- 世界最速のインディアン The World's Fastest Indian (2005) - オートバイでの地上最高速の記録を破ろうとするバート・マンローの実話に基づいている。その映画中で、クリス・ウィリアムズが演じているティナは、バートを助ける女装のホテル従業員である。
- アメリカン・ピーチパイ She's the Man (2006) - アマンダ・バインズがイリューリアの男子サッカーチームに入って、コーンウォールへ復讐するために男装した。
- Butch Jamie (2007) - 脚本家・監督・俳優であるミッシェル・エレンが映画に男性としてクレジットされてしまったブッチのレズビアン女優を演じる。

### 小さいながらも重要なストーリー要素として
- ハリウッド・レビュー1929 The Hollywood Revue of 1929 (1929) - バスター・キートンがミュージカル・ナンバーの一曲でドラッグクィーン姿で出てくる。
- モロッコ Morocco (1930) - マレーネ・ディートリヒがタキシードを着ている姿がある。
- 玩具（おもちゃ）の国 Babes in Toyland (1934) - スタン・ローレルが悪を討つために女装する場面がある。
- 悪魔の人形 The Devil Doll (1936) - ライオネル・バリモアが邪悪な中年女性に仮装する。
- Love Crazy (1941) - ウィリアム・パウエルが女装する。
- You're in the Army Now (1941) - ジミー・デュランテが戦時下のコメディにドラッグクィーン姿で出演する。
- ごくらく珍商売 Dancing Masters (1943) -
- Abroad with Two Yanks (1944) - ウィリアム・ベンディックとデニス・オキーフィーが別々の戦時下のコメディに女装した。
- 緑園の天使 National Velvet (1944)
- 僕は戦争花嫁 I Was a Male War Bride (1949) - ケーリー・グラント演じるフランス人の軍人が、アン・シェリダン演じる米国陸軍の軍人と結婚する際花嫁の格好をさせられる。
- 第十七捕虜収容所 Stalag 17 (1953) - ハービー・レンベックが演じるハリー・シャピロがクリスマス・ダンスパーティーで ロベルト・シュトラウス演じるアニマルと踊るために女装した。
- 豪傑カサノヴァ Casanova's Big Night (1954) - ボブ・ホープのドラッグクィーン姿あり。
- 花嫁売り込み作戦 The Matchmaker (1958) - アンソニー・パーキンスとロベルト・モースがハーモニアガーデンのレストランから出る際に、ドラッグクィーンの格好をしている。
- 上流社会High Time (1960) ビング・クロスビーが大学の通過儀礼の一環として女装しなければならなくなる。
- マーメイド作戦 The Glass Bottom Boat (1966) - ポール・レンデの女装シーンあり。
- ロビン・フッド Robin Hood (1973) - ロビン・フッドとリトル・ジョンがプリンス・ジョンの馬車を襲うために年配の女性の占い師に扮する場面あり。
- フリービーとビーン/大乱戦 Freebie and The Bean (1973)- 謎の殺し屋が服装倒錯者であることが判明する。
- サンダーボルト Thunderbolt and Lightfoot (1974) - 銀行強盗であるジェフ・ブリッジズは、警備員の注意を逸らすために異性装をする。
- ピンク・パンサー4 Revenge of the Pink Panther (1978) - 異性装癖のある泥棒が現場へ行こうとしていたクルーゾーの車と衣装を盗んで変装するが、暗殺者にクルーゾー本人と間違われて殺されてしまう。
- Perfect Gentlemen (1978)
- Gnomes (1980) - Runtというトロールがノームの花嫁に化けることを描いたアメリカ合衆国のアニメ映画である。
- チーチ&チョン/イエローパイレーツ Yellowbeard (1983) - ヒューズ船長は、女性に男性の服装を着せて、こっそりと乗船させる。
- エンジェル Angel (1984) - ディック・ショーンは、主役や、児童娼婦、エンジェルにとって、カブスカウトの女性指導者のような世慣れ異性装者を演じる。
- Ronia, the Robber's Daughter (1984) - 強盗が同業者をだますために女装する場面あり。
- ベティ・ブルー/愛と激情の日々 Betty Blue (1986) - ゾルグがジョセフィンという女性に化けるするシーンあり。
- うるさい女たち Outrageous Fortune (1987) ベット・ミドラーとシェリー・ロングがニューメキシコ州にある移動式の売春宿 に潜入するために、思春期前の少年たちに扮する。
- デッドフォール Tango & Cash (1989) - カート・ラッセル演じるキャッシュが警察から逃げるために女装する場面あり。
- トータル・リコール Total Recall (1990) - アーノルド・シュワルツェネッガーが、自分を捕まえようとする人々から逃れるために女装する。
- ロビン・フッド/キング・オブ・タイツ Robin Hood: Men In Tights (1993) - リトル・ジョン、アチュー、ウィル・スカーレット・オハラとブリンキンが女装して、ロビンが参加しているアーチェリー大会を見に行く場面がある。
- ジュニア Junior (1994) - アーノルド・シュワルツェネッガー が、演じている人物は、男性の妊娠実験の最後の数ヶ月間を保護施設で隠れるために変装する。
- コン・エアー Con Air (1997) - レナリー・サンティアゴがサリー・キャントダンスことRamon 'Sally-Can't Dance' Martinezという、女らしい, 服装倒錯者である受刑者を演じた。仲間の抑留者に対して性的に従順になっている
- Hな彼女の見つけ方 マシューの童貞卒業物語 100 Girls (2000) - ジョナサン・トュッカー演ずるマフューのドラッグシーンあり。
- チャーリーズ・エンジェル Charlie's Angels (2000) ドリュー・バリモアとキャメロン・ディアスがある会社に潜入するために男装するシーンがある。
- ピッチブラック Pitch Black (2000) - リアナ・グリフィフがジャック(ジャッキー)を演じる。
- ワンダー・ボーイズ Wonder Boys (2000) - マイケル・カバディアスが演じるトニー(アントニア)には、異性装癖がある。
- スウィート・ノベンバー Sweet November (2001) - サラの親友であるチャズとヴィニスは、ゲイであり、異性装者でもある。
- キャンプ Camp (2003) - 主要人物のひとりであるミッチェルがドレスに、網タイツとハイヒールを履かされるシーンがある。本篇後半のキャンプでの誕生日会では、友人全員がドラッグクィーンの格好をする。このことによってキャンプの責任者は、より普通のサマーキャンプになるように、改革に乗り出す。
- The Mudge Boy (2003) - ダゥキャン・マジ (演：エミル・ハゥシ)が亡き母のウェディングドレスを着る場面がある。
- L'île de Black Mor (The Island of Black Mor) (2004) - Jean-François Laguionieの映画。本篇中で Petit Moine (Little Monk), が修道院で海賊にとらえられ、男装していたことがばれ、女性がボード上に立つのは海賊のおきてとして、許されなかったため、様々な議論になった。
- ロード・オブ・ザ・リング/王の帰還 The Lord of the Rings: The Return of the King (2004)- エオウィンが戦いに参加するために男装する。
- Seeing Other People (2004) - 主要人物の女性が初めてペッティングを行った相手が男装のレズビアンだったことを思い出し、驚いて"You don't have a penis!"とさけぶ。
- レント Rent (2005) - メインキャラクターのエンジェルがドラァグ・クイーン。
- ロボッツ Robots (2005) - ロビン・ウィリアムズ演じるフェンダーに女装癖があることがわかってくる。
- パイレーツ・オブ・カリビアン/デッドマンズ・チェスト Pirates of the Caribbean: Dead Man's Chest (2006) - エリザベス・スワンがウィル・ターナー救出の際に男装する。
- プロデューサーズ The Producers (2005) - 演出を担当するロジャー・デ・ブリーが女装している。
- スターダスト Stardust (2007) - キャプテン・シェイクスピアが異性装者。
- Mr.ビーン カンヌで大迷惑?! Mr. Bean's Holiday (2007) - ミスター・ビーンが少年の誘拐犯と間違えられて警察車両に囲まれた際、女装してその場をやり過ごそうとした。
- エディット・ピアフ〜愛の讃歌〜 La Môme (2007) -マリオン・コティヤール演じるエディット・ピアフが女装癖のある人物の経営するバーに雇われる。
- ダークナイト The Dark Knight (2008) - ヒース・レジャー演じるジョーカーが病院を爆破する前に看護師になり済ます。
- Rage (2009) – ジュード・ロウがミンクス( Minx)という女装したスーパーモデルを演じる。
- Denizen (2010) – 主人公(演:en:J.A. Steel) はレズビアンで、アメリカ陸軍将軍である父親は異性装者である。
- シャーロック・ホームズ シャドウ ゲーム Sherlock Holmes: A Game of Shadows (2011) - シャーロック・ホームズが女装する場面あり。

### 知られていない筋書きの要素として
- Les Résultats du féminism (1906),In the Year 2000 (1912、リメイク)いずれもフィルム現存なし。
- Dirty Gertie from Harlem U.S.A. (1946)スペンサー・ウィリアムズが女性の占い師を演じた。

### 非喜劇的要素として
上記の映画はコメディ要素として用いられたものである。 ただし、以下に示すものは、非喜劇的な要素を含んだ異性装である。伝記映画などにみられることがある。
- 愛のイエントル Yentl (1983) - 主人公の若い女性が教育的野心を満たすために、男装している。
- The Ballad of Little Jo (1993) - 西部開拓時代を生きる独身女性が、生き残るために男性の仕事をする。
- エド・ウッド Ed Wood (1994) - ティム・バートン監督のこの映画は、異性装癖のある映画監督エド・ウッド（演：ジョニー・デップ）の生涯を描いたものである。
- ライク・ア・ウーマン　Just Like a Woman (1992) - 原作はモニカ・ジェイの自伝映画Gerald/ine。
- 變臉 この櫂に手をそえて The King of Masks (1996) - 中国人少女が年配の男性の養子に貰われるために男装する。
- ムーランMulan (1998) - 中国が舞台で、父親に代わって、男装して従軍する女性が主人公の作品である。
- ボーイズ・ドント・クライ Boys Don't Cry (1999) - 自分が女性であることをテレビで告白した後それがもとで男友達によって強姦された上、殺害されたブランドン・ティーナの半生を伝える映画である。[1]
- 少女の髪どめ Baran (2001) - アフガニスタン難民の少女がイランで働くために男子の格好をする。
- アフガン零年 Osama (2003) - タリバン政権下、仕事を得るために12歳の少女が男子の格好をする。
- プルートで朝食を Breakfast on Pluto (2005) - 主人公のパトリック 'キトゥン' ブレンダがトランスヴェスタイト。

#### ドキュメンタリーにおける異性装
ドキュメンタリー en:Giuliani Timeではルドルフ・ジュリアーニが政府()が主催した報道関係者とのディナーに行くところが見られる。

## テレビ番組における異性装
ミルトン・バレルはアメリカで最も人気のあった女装コメディアンであり、1948年から1956年の間に放送されたNBCの番組に出演した際はスカートを着用していた。ハーヴェイ・コーマンは『キャロル・バーネット・ショー』で力のあるユダヤ人の母親を演じた。フィリップ・ウィルソンは『フィリップ・ウィルソン・ショー』でジェラルフィン・ジョーンズという名物キャラクターを誕生させた。
『空飛ぶモンティ・パイソン』『リトル・ブリテン』『en:The League of Gentlemen』『サタデー・ナイト・ライブ』『キッズ・イン・ザ・ホール(en)』といったスケッチ・コメディーでは、男優が女装してファルセットで会話するなどといった、目で見てわかるネタがしばしば用いられている。
また、イギリスの（女性）制作チーム en:French and Saunders は、男装（女優が2人いた場合、一人だけの時もあれば両方が男装することもある）もののスケッチを制作してきた。 さらに、前述のルドルフ・ジュリアーニはドキュメンタリー以外にも『サタデー・ナイト・ライブ』で女装したことがあり、キーナン・トンプソンもこの番組内で女装することがある。

### その他作品における異性装
- オーストラリアの男性コメディアンであるバリー・ハンフリーズは、いくつかの番組でデイム・エドナ・エバレッジとして登場したことがある。
- en:Bosom Buddies - トム・ハンクスとピーター・スコラーリの演じる2人の男が、安い女性専用のホテルに泊まるために女装する。
- en:Are You Being Served? - しばしばジョン・インマンが女性役を演じ、フランク・ソーントンなどのキャスト陣も女装して出演することがある。
- M*A*S*H - マックスウェル・クリンガーが兵役から逃れるために女装する回がある。
- You Can't Do That On Television - コメディ・スケッチ（とくに初期）において、様々な理由で男性キャラクターがドレスを着用する作品がいくつかあった。
- en:Golden Girls - ドロシー・ゾボナーク（ビアトリス・アーサー）の兄弟であるフィル・ペットリロ（本篇中には登場しない）は異性装者と設定されている。ペットリロがエピソード『Ebbtide's Revenge』で死亡した際、ペットリロの妻アンジェラは夫をテディベアと一緒に埋葬した。それを見たアンジェラは自分のルームメイトに「兄さんはベニー・ヒルのスケッチのような死に方をしたわ!（It looks like he died in a Benny Hill sketch!）」と言った。
- らんま1/2 - 男性の格闘家らんまが、性別転換を起こしてしまう日本の漫画。衣装も含め、らんまの性別は本人の意思とは関係なく変わってしまい、コミカルで不釣り合いな異性装者になってしまうこともある。また、この作品には紅つばさと小夏という女装家や、久遠寺右京という男装家も登場する。右京に至っては、性別の変わったらんまにポテンシャルな恋愛的関心を抱くこともある。
- en:The Drew Carey Show - ドゥルーの兄弟であるスティーブ・ケアリーは異性装者である。
- フレンズ - チャンドラーの父親（演：キャスリーン・ターナー）には女装癖がある。
- アレステッド・ディベロプメント - デヴィッド・クロス演じるトバイアス・フュンケが家族とよりを戻すため、イギリス人のナニーであるミセス・フェアーボトムに変装する（ネタ元はミセス・ダウト）。シリーズを通してトバイアスは同性愛者であることを秘密にしていたが、このことが原因でがバレてしまう。
- en:Saved by the Bell - ザックとスクリィーチュが護身もしくは笑いをとるために女装するときがある。
- リロ&スティッチ - ケヴィン・マクドナルド（吹き替え：三ツ矢雄二）演じるプリークリーは女性の格好をしている。
- デクスターズラボ -エピソード『Dimwit Dexter』『Remember Me?』『Tribe Called Girl』『The Big Sister』において主人公デクスターが女装するシーンがある。
- セーラームーンシリーズ - 第1作の悪役ゾイサイトがセーラームーンになり済ます回がある。『セーラームーンSuperS』において、フィッシュ･アイが女性らしい格好をする。『セーラームーンS』と『セーラームーンセーラースターズ』においては、天王はるか（セーラーウラヌス）が制服を含め男性と思わせる格好をし、複数のキャラクターから男性と間違われることがある。
- ロックマンエクゼ - 悪役であるガウス・マグネッツ（英：Magnus Gauss）が女装[2]したところ、Dr.ワイリーがついてきてしまったことがある（ストリーム35話「クィーンファイト!」）。 なお、ガウス・マグネッツはテンションが上がると、女装してオカマ口調で話す癖がある。

また、海外で放送されなかった回においては、メインキャラクターのうち3名がアイドル歌手AKIに変装してさらわれた少女たちを救う（1期27話「アイドルになります!」）という内容になっている。
- en:He's a Lady - 2004年に放送されたリアリティ番組シリーズ。たがいに女装するなどといった内容を含んでいる。
- en:You Rang, M'Lord? - レズビアンの異性装者シシーは、短髪で片眼鏡にクラヴァットといういでたちである。
- 桜蘭高校ホスト部 - 主人公の藤岡ハルヒは花瓶を割ってしまい、その弁済のために雑用係として働いていたが、ある時、彼女の素顔がホスト部員によって、男性と間違えられたことから、よく男装して接客している。また、ホスト部のメンバーも原作10巻(光と薫と、ハニーこと光邦がハルヒを聖ロベリア女学院の白百合の会・ヅカ部から遠ざけるために女装。アニメ版でも同じ理由で環と鏡夜も女装)、 11巻 (光と薫がの羽をもつ魔女の衣装を着る)、 15巻 (光と薫と環とモリがアリス役で登場し、鏡夜がアリスの母親と黒の女王役で登場する)、20巻 (光とハルヒのデートの監視のために光邦が女装する。なお、監視にはほかのホスト部員全員がかかわっている。)など、複数の場面で女装している。
- ポケットモンスター - ロケット団のコジロウがドレスやスカートをはく場面がいくつかあり、空気で膨らませて作ったビキニを着る場面もあった。サトシや、ロケット団のムサシやニャースたちも、コジロウ程ではないが、異性装シーンがある。
- 犬夜叉 - 蛇骨が女性らしい格好をし、犬夜叉にちょっかいを出す。
- ボーイ・ミーツ・ワールド - 後期エピソードにおいて異性装をするキャラクターが出てくる。
- あぃまぃみぃ!ストロベリー・エッグ - 主人公の天和響は女性教師のみの学校で教職に就き、そのために女装をする。
- 神秘の世界エルハザード - 水原誠は、正体不明の種族に攫われたロシュトリア王国のファトラ王女に非常に似ていたことから、王女の替え玉をさせられる。
- 処女はお姉さまに恋してる - 主人公の宮小路瑞穂は祖父の遺言により、女装して寮住まいをしつつ、女子校へ通うようになる。
- ふしぎ遊戯 - 朱雀七星士の一人である柳宿(ぬりこ)は、亡くなった妹に思いを馳せ女装している。また、そのマンガの中盤には、野蛮でかつ人喰いで、男性排斥主義者の女性の住む女誠国では、殺されるのを避けるために、朱雀七星士たちは女装しなければならなかった。ちなみに後者は、放送コードの関係でアニメ化に際してカットされたが、人気のある部分だったため、OVAの特典としてそのモチーフを基にギャグストーリとして復活した。
- グラビテーション - 主要人物である新堂愁一は、自分の姉妹校の女子用制服を着ており、由貴瑛里の気を引くためにメイドの格好をしたことがある。
- プリンセス・プリンセス - 男子校が舞台のこの作品は、生徒に活気を与えるために女装するという制度がある。
- ホーリーオークス(Hollyoaks) - 登場人物のクリス・フィッシャー（Kris Fisher）は異性装者である。
- 元WWEレスラーのダスティン・ローズ - 金色のコスチュームとペイントで身を包んだ性倒錯ギミックの『ゴールドダスト』になったことがある。また、WWEの関係者で異性装をしたことのあるレスラーにはヴィトー・ログラッソがいる。
- スポンジ・ボブ - 複数の話でスポンジ・ボブの女装シーンがある。ボブの親友であるパトリックも『オイラはパトリシア（原題：That's No Lady）』という回で 暗殺者から身を守るために女装したことがある。
- NARUTO -ナルト- - 登場人物である白（ハク）が死ぬまで女装していた。
- en:Young Americans(2000) - 登場人物の中に、男装している人物がいる。
- 『五人と一匹』のTVシリーズ
  - en:The Famous Five(1978) - ジョージアナ（Georgiana）がジョージ（George）として男装し、少年に間違えられたことを喜んだ。
  - en:The Famous Five(1996)
- Dårfinkar & dönickar - 主人公シモーヌが転校してすぐ、先生がシモンと発音したことで男性と間違われた。
- おいら女蛮(すけばん) - 女蛮子（すけばんじ）は冒頭で学校を入退学を繰り返したために、新たな学校へ転入させられ、その後は女子高生として過ごしていく。本作は2006年には映画化もされている。[5]
- イギリスのスタンダップ・コメディアン兼俳優のエディー・イザードは、自分を'executive'もしくは'action'な異性装者とし、『オーシャンズ12』を含む複数の映画に出演する際や、自分のスタンダップ・コメディのDVD『en:Live at the Ambassadors』（1993年)、 『Unrepeatable』（1994年）、『Definite Article』（1996年）、『en:Glorious』（1997年）、『en:Dress to Kill』（1999年）、『Circle』（2002年）、『en:Sexie』（2003年）をリリースする際も女装している。
- ハートキャッチプリキュア! - 主要な登場人物の一人である明堂院いつきが、病弱な兄・さつきに代わって家督を継ぐために、自家の運営する明堂学園中等部に男装して登校し、生徒会長を務めている。そのために、主人公・花咲つぼみがいつきを男性と間違えて一目惚れする描写もあった。

- ときめきメモリアル - 登場人物の一人である伊集院レイは家のしきたりで女子は外では男子とし生きなければならない為、男装して登校。しかし主人公への告白時には元の女子の姿で告白場所に現れる。

## 映画・テレビ番組中における異性演技
演者が自分の性とは反対の役を演じる際、異性装をしていなかったりトランスジェンダーを行っている人物でない場合もある。 これはコミカルな要素を含んでいる場合もある。
- Göta kanal(1981) - ドラァグのアーティストクリステル・リンダルがシルヴィア王妃役でカメオ出演した。
- 危険な年 The Year of Living Dangerously (1982) - リンダ・ハントがビリー・クワンを演じた。
- ヘアスプレー Hairspray (1988) - ディヴァインがエドナ・ターンブラッドを演じた。なお、リメイク版でエドナを演じたのはジョン・トラヴォルタである。
- 星の王子 ニューヨークへ行く Coming to America (1988) - アーセニオ・ホール の演じた役の一つにバーでアキーム王子とセミを拾おうとした "とてつもなく不細工な女"というものがある。
- ナッティ・プロフェッサー クランプ教授の場合The Nutty Professor(1996), ナッティ・プロフェッサー2 クランプ家の面々Nutty Professor II: The Klumps (2000) - いずれの作品もエディ・マーフィがいくつかの女性キャラクターを演じた。

なお、ナンシー・カートライトが『ザ・シンプソンズ』でバート・シンプソンを演じるなどといった、テレビアニメにおいて女性の声優が男性のキャラクターを演じることはよくあることである。その逆も存在する。

## 参考書籍
- 吉永みち子　『性同一性障害 性転換の朝(あした)』　集英社〈集英社新書〉、213、214頁。